# Hubert Fischlhammer
Hubert Fischlhammer (* 11. Dezember 1925 in Ried im Innkreis; † 7. November 2022) war ein österreichischer Maler, Grafiker und Illustrator.

## Leben und Wirken
Nach dem Besuch der Pflichtschule besuchte er die Akademie der Bildenden Künste München, konnte diese aber nach seiner Einberufung zur Wehrmacht nicht abschließen. Er kam 1945 verwundet zurück und musste sich zunächst seinem Brotberuf widmen, wobei er als Illustrator und Pressezeichner arbeitete.
An der Internationalen Sommerakademie für Bildende Kunst Salzburg bei Slavi Soucek, bei Werner Gisevius in Paris sowie bei Wilhelm Traeger erhielt er Impulse, die für seine weiter Entwicklung auf dem Gebiet der Grafik entscheidend waren. Seine Zeichnungen, Linoldrucke und Monotypien aus den 1960er und 1970er Jahren waren in 14 Staaten Europas und Nordamerikas zu sehen. Er hatte Kontakt zu einer französischen Kunstschule, konnte aber ein Paris-Stipendium aus beruflichen Gründen nicht annehmen.
Seit 1974 lebte und arbeitete er in Wien. Erblindung und Wiederherstellung der Sehkraft sowie die Genesung von einer lebensbedrohende Krankheit waren Lebensabschnitte, die sich auf sein künstlerisches Schaffen auswirkten, wobei er sich vermehrt der Malerei widmete.
Der Künstler zeigte seine Werke ab 1965 in zahlreichen Einzelausstellungen und beteiligte sich an Gemeinschaftsausstellungen im In- und Ausland. Seine Werke befinden sich in zahlreichen österreichischen Kunstsammlungen sowie in den schwedischen Museen Sulaimaniyya und Riksorganisation Medborgarskolan Uppsala.
Mehrere Studienreisen führten ihn nach Spanien, Griechenland, Italien, Jugoslawien und Nordafrika.
Er war Mitglied bei mehreren österreichischen Künstlervereinigungen:
- Oberösterreichischer Kunstverein
- Salzburger Kunstverein
- Künstlergruppe Der Kreis
- Mühlviertler Künstlergilde
- Innviertler Künstlergilde

## Auszeichnungen
- Silbermedaille der XIII. Exposicion International de Arte, Madrid(1965)
- Preis der Ausstellung Europäische Grafik in Salzburg (1974)
- Slavi-Soucek-Preis für Grafik des Landes Salzburg (1975)
- Titel Professor h.c. (1984)
- Silbermedaille für Malerei Art 01, Liège

## Publikationen
- Faszination Afrika, Aspach, 2005
- Hubert Fischlhammer unterwegs nach Ose Uru, Salzburg, 1998
- Fischlhammer, Salzburg, 1992
- Ausstellung der Galerie Autodidakt, 1965

## TV-Film
- Traude Hansen: Der Maler Hubert Fischlhammer, in: TV-Film ORF Künstlerlexikon